# Glossolepis incisus
Espèce
Statut de conservation UICN

 VU  : Vulnérable
Glossolepis incisus est une espèce de poisson de la famille des Melanotaeniidae endémique d'Indonésie.

## Répartition
Cette espèce est endémique des lacs Ayamaru en Papouasie indonésienne.